# Georges Beeckman
Georges Marcel Beeckman, född 17 april 1924 i Frankrike, död 28 maj 2007, var en svensk-fransk skådespelare.

## Filmografi
- 1954 – Två sköna juveler
- 1954 – Gabrielle
- 1955 – Enhörningen